# Instituto Superior Tecnológico Privado Continental
El Instituto Continental es una institución privada de educación superior técnica peruana. Se ubica en la ciudad de Huancayo, con dirección en Calle Real Nº125. Cuenta con tres modalidades de estudio; presencial, semipresencial y a distancia.

## Carreras Técnicas
- Administración de Empresas
- Administración de Negocios Bancarios y Financieros
- Contabilidad
- Desarrollo de Sistemas de Información
- Diseño de Interiores
- Diseño de Modas
- Diseño Gráfico Publicitario
- Gastronomía
- Gestión de la Construcción